# 大沢たかお
大沢 たかお（おおさわ たかお、1968年3月11日 - ）は、日本の俳優、歌手。東京都出身。コアインターナショナル所属。

## 来歴

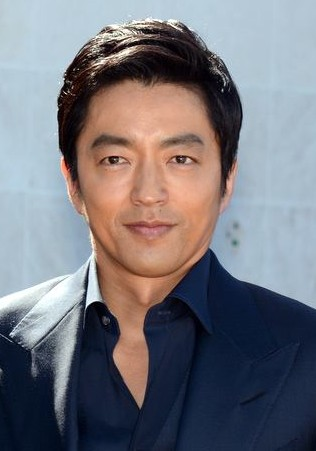
2013年、第66回カンヌ国際映画祭にて

男3人兄弟の末子として生まれる。高校生の頃はバンドを組んでおりベースを担当していた。専修大学在学中の1987年に新宿で、加藤雅也を担当していたオスカープロモーションのマネージャーにスカウトされたのをきっかけにモデルとして活動を開始する。1988年、Ford Models Japanへ移籍し、『MEN'S NON-NO』を始めとするファッション誌、パリ・コレクションでも活躍する。1992年、鶴田真由と共演した日本石油（現・ENEOS）のテレビCM「レーサー100」が話題になり、俳優に転向してからはドラマ『君といた夏』や『若者のすべて』、『星の金貨』といった話題作の出演によって知名度が上がる。1995年、映画『ゲレンデがとけるほど恋したい。』で主演。広瀬香美が歌う「ゲレンデがとけるほど恋したい」とともに大ヒットし、日本でスキーブームを再来させた。その後、ドキュメンタリーとドラマとの複合を実験的に行った番組『劇的紀行 深夜特急』での経験が評価され、活躍の場を日本だけでなく世界にも広げた。それまでテレビを中心に活動していたが、2000年以降、活動の拠点を映画へ移し、年に何本もの作品に精力的に出演。2004年、『世界の中心で、愛をさけぶ』では柴咲コウとW主演を果たし、青年期を森山未來が演じた。本作は大きな話題となり、興行収入が85億円を記録する大ヒット映画となった。2005年、『解夏』で第28回日本アカデミー賞優秀主演男優賞。スティーヴン・セガール主演の映画『イントゥ・ザ・サン』の黒田役でハリウッドデビュー。2007年、『地下鉄（メトロ）に乗って』で第30回日本アカデミー賞優秀助演男優賞を受賞。自身も出演した2008年公開の映画『ラブファイト』では、映画プロデュースに初挑戦した。2009年、『JIN-仁-』で8年ぶりに連続ドラマに出演、翌年2010年に第18回橋田賞を受賞。自身と作品とのダブル受賞となった。また、2011年には続編が放送され、1作目、2作目両作ともその当時ドラマ史上ではまれに見る最高視聴率25%を超える高視聴率をマークした。2016年から約2年間の休業状態にあったが2019年公開の『キングダム』の王騎役のオファーを受け復帰を決断した。主演した2023年公開の『沈黙の艦隊』では再びプロデュースも担った。

## 人物
- 専修大学附属高等学校、専修大学経済学部卒業。
- 俳優に転身する前の1年間は放浪していたが、モデル時代に所属していた事務所に「何もしていないのなら俳優をやってみないか」と言われたのが（俳優転身の）きっかけ。当時、モデル業に誇りを持っていたため、俳優業にはまったく興味がなく、俳優になって賞を受賞するようになっても当初はあまり実感が沸かなかった[5]。
- 1999年には歌手の広瀬香美と結婚したものの2006年に協議離婚[6]。
- 海外志向が強く、英語が堪能である。休暇の際は外国に長期滞在することが多い[7]。
- 仕事は今までの「縁」があってできているものだから、それをずっと大切にしたいと語っている[8]。
- テレビドラマ『JIN-仁-』（TBSテレビ）のプロデューサーである石丸彰彦は、大沢について「空気がきれいな人ですね。僕の周りにある空気よりも、大沢さんの周りにある空気の方がきれいですね。生まれつき持っている空気がきれいな人っているんですよ。僕はすごくカッコイイ大沢さんも知っている反面、真っ白な大沢さんも知っていて。人間大沢たかおの魅力というのは空気だと思っているんです。淀んでいない空気。嘘のない真っ直ぐの空気とでも言うんでしょうか」と評している[9]。
- アニメ映画『おおかみこどもの雨と雪』の監督である細田守は、『おおかみこどもの雨と雪』のおおかみおとこの声優に大沢を抜擢したのはNHKBS特集「証言ドキュメント 日本サッカーの50年」のナレーションを聞き、日本代表を応援しているような包容力を感じたことがきっかけだったと語っている[10]。
- 2019年9月25日、トーク番組『徹子の部屋』（テレビ朝日）に出演した際、2016年から約2年間にわたり俳優活動を休業した理由を「頑張っても頑張ってもドキドキしなくなった」ことが原因だと明かした[11]。

### 趣味・嗜好
- 元来の乗り物好きであり、トヨタ・ヴォクシーを好む。幼い頃の夢は電車の運転士であった。現在、大型自動二輪免許、国際運転免許、一級小型船舶操縦士免許を取得している[12]。
- 好きな食べ物は肉。28日間焼肉を食べ続けたことがあり、1日に1食では足りないとも発言。
- タルタルソース好きが高じて「エビフライはタルタルソースを食べるための棒」の名言を放つ。
- エフティ資生堂の「水分ヘアパック」を使っており、2010年10月1日放送の『徹子の部屋』（テレビ朝日）に出演した際、その理由を「モデルの頃からずっと水分ヘアパックを使っていて、髪がいい感じになる」と語った。
- 読書、音楽、神社・仏閣廻り、洋服、家電製品、旅行等が好きであるとインタビューで答えている。

### その他
- 2025年、大沢が『キングダム』で演じた王騎将軍の画像をお題に、育児あるあるや夫あるあるを大喜利のように投稿する「大沢たかお祭り」がSNSを中心に流行した[13]。

## 出演
太字は主演。

### テレビドラマ
- 君といた夏（1994年7月4日 - 9月19日、フジテレビ） - 相沢涼一 役
- 若者のすべて（1994年10月19日 - 12月21日、フジテレビ） - 山崎慎介 役
- 大河ドラマ（NHK）
  - 花の乱（1994年） - 千寿丸→足利義材 役
  - 花燃ゆ（2015年1月 - 12月） - 楫取素彦（小田村伊之助） 役
- カミさんの悪口2（1995年1月8日 - 3月26日、TBSテレビ） - 三上聡 役
- 星の金貨（1995年4月12日 - 7月12日、日本テレビ） - 永井秀一 役
- オンリー・ユー〜愛されて〜（1996年1月8日 - 3月11日、読売テレビ制作・日本テレビ系列） - 尾崎澄生 役
- 恋愛前夜 いちどだけ 第一話「初夜の朝」（1996年3月20日、日本テレビ）
- 痛快娯楽劇・幕末剣客伝 陽はまた昇る（1996年3月30日、フジテレビ）
- 続・星の金貨（1996年10月9日 - 12月25日、日本テレビ） - 永井秀一 役
- 名古屋テレビ開局35周年記念SP 「劇的紀行 深夜特急」（1996年 - 1998年、名古屋テレビ制作・テレビ朝日系） - 沢木耕太郎 役
  - 「熱風アジア編」（1996年12月8日）
  - 「西へ！ユーラシア編」（1997年7月3日）
  - 「飛光よ！ヨーロッパ編」（1998年1月6日）
- 星の金貨・完結編（1997年4月2日、日本テレビ） - 永井秀一 役
- デッサン（1997年7月2日 - 9月17日、日本テレビ） - 朝倉智史 役
- お仕事です!（1998年4月16日 - 7月2日、フジテレビ） - 三ツ木隆介役
- 世紀末の詩 第9話「僕の名前を当てて」（1998年12月9日、日本テレビ） - 謎の男 役
- 札幌テレビ創立40周年記念SP「もう呼ぶな、海!」（1999年2月23日、札幌テレビ制作・日本テレビ系列） - 孝次 役
- 美しい人（1999年10月15日 - 12月17日、TBS） - 村雨次郎 役
- 輝ける瞬間（とき） コンバットカメラマン沢田教一の愛と青春（1999年12月15日、名古屋テレビ制作・テレビ朝日系列） - 沢田教一 役
- アナザヘヴン〜eclipse〜（2000年4月20日 - 6月29日、テレビ朝日） - 皆月悟郎 役
- 百年の物語 第二夜「愛は哀しみを超えて」（2000年8月29日、TBS） - ヒロセ・カズオ 役
- 地球大爆破 STORY C「WORST CONTACT」（2000年12月4日、BS-i） - タキモト 役
- 昔の男（2001年4月13日 - 6月29日、TBS） - 池田嵐 役
- アフリカの蹄（字幕版：2002年12月22日、NHK-BShi・日本語吹き替え版：2003年2月15日、NHK） - 作田信 役
- ドラマW 俺は鰯−IWASHI−（2003年4月29日、WOWOW） - 王富龍 役
- JIN-仁-（2009年10月11日 - 12月20日、TBS） - 南方仁 役
  - 開局60周年記念ドラマ JIN-仁- 完結編（2011年4月17日 - 6月26日）
- 火怨・北の英雄 アテルイ伝（2013年1月 - 2月、NHK BSプレミアム）/（2013年3月23日、30日NHK総合） - 阿弖流為 役
- ガリレオ シーズン2 第1章「幻惑す」（2013年4月15日、フジテレビ） - 連崎至光 役
- 東京にオリンピックを呼んだ男（2014年10月11日、フジテレビ） - フレッド和田勇 役
- 大奥 最終章（2019年3月25日、フジテレビ） - 徳川吉宗 役
- NHKスペシャル「未解決事件」（NHK総合）
  - File.09 松本清張と「小説帝銀事件」（2022年12月29日） - 松本清張 役[14]
  - File.10 下山事件（2024年3月30日） - 松本清張 役[15]
- ONE DAY〜聖夜のから騒ぎ〜（2023年10月9日 - 12月18日、フジテレビ） - 立葵時生 役（二宮和也、中谷美紀とトリプル主演）[16][17]

### 映画
- 新宿欲望探偵（1994年4月16日公開、ケイエスエス） - 王良 役
- ゲレンデがとけるほど恋したい。（1995年12月9日公開、東宝） - 時雨賢 役
- チンピラ（1996年12月21日公開、タキコーポレーション） - 藤川洋一 役
- 千年旅人（1999年11月1日公開、オメガプロジェクト・ホールディングス） - トガシ 役
- 異邦人たち（2001年2月24日公開、オメガ・エンタテインメント） - 福山春樹 役
- リリイ・シュシュのすべて（2001年10月6日公開、ロックウェル・アイズ） - 高尾旅人 役
- フィラメント（2002年3月23日公開、アースライズ） - 今日太 役
- Jam Films「コールドスリープ」（2002年12月28日公開、ショウゲート） - フジオ 役
- 天使の牙B.T.A.（2003年8月23日公開、ワーナー・ブラザース映画） - 古芳和正 役
- 荒神（2003年10月4日公開、ザナドゥー） - 侍 役
- 花（2003年11月1日公開、ザナドゥー） - 野崎陽一郎 役
- スカイハイ 劇場版（2003年11月8日公開、東映） - 工藤達也 役
- 解夏（2004年1月17日公開、東宝） - 高野隆之 役
- 花とアリス（2004年3月13日公開、東宝） - リョウ・タグチ 役
- 世界の中心で、愛をさけぶ（2004年5月8日公開、東宝） - 松本朔太郎（34歳）役
- イントゥ・ザ・サン（2005年11月26日公開、ソニー・ピクチャーズ エンタテインメント） - 黒田 役
- 子ぎつねヘレン（2006年3月18日公開、松竹） - 矢島幸次 役
- 陽気なギャングが地球を回す（2006年5月13日公開、松竹） - 成瀬 役
- 地下鉄に乗って（2006年10月21日公開、松竹 / ギャガ） - 小沼佐吉・アムール 役（二役）
- 7月24日通りのクリスマス（2006年11月3日公開、東宝） - 奥田聡史 役
- 眉山-びざん- （2007年5月12日公開、東宝） - 寺澤大介 役
- Life 天国で君に逢えたら（2007年8月25日公開、東宝） - 飯島夏樹 役
- ミッドナイト・イーグル（2007年11月23日公開、松竹） - 西崎優二 役 ※第20回東京国際映画祭オープニング作品
- 築地魚河岸三代目（2008年6月7日公開、松竹） - 赤木旬太郎 役
- ICHI（2008年10月25日公開、ワーナー・ブラザース映画） - 藤平十馬 役
- ラブファイト（2008年11月15日公開、東映） - 大木 役 ※俳優兼初プロデュースとして参加
- ハルフウェイ（2009年2月21日公開、シネカノン） - 平林先生 役
- GOEMON （2009年5月1日公開、松竹 / ワーナー・ブラザース映画） - 霧隠才蔵 役
- BALLAD 名もなき恋のうた （2009年9月5日公開、東宝） - 大倉井高虎 役
- FLOWERS -フラワーズ- （2010年6月12日公開、東宝） - 真中博 役
- 桜田門外ノ変 （2010年10月16日公開、東映） - 関鉄之介 役
- 終の信託 （2012年10月27日公開、東宝） - 塚原透 役
- ストロベリーナイト（2013年1月26日公開、東宝） - 牧田勲 役
- 藁の楯 （2013年4月26日公開、ワーナー・ブラザース映画） -  銘苅一基  役
- KANO 1931海の向こうの甲子園 （2014年2月27日台湾公開、台湾） - 八田與一 役
- 風に立つライオン （2015年3月14日公開、東宝） - 島田航一郎 役
- 逢いたい （2018東京・中国映画週間で上映、中国映画）
- キングダム（2019年4月19日公開、東宝 / ソニー・ピクチャーズ エンタテインメント） - 王騎 役[18]
  - キングダム2 遥かなる大地へ（2022年7月15日公開）[19][20]
  - キングダム 運命の炎（2023年7月28日公開）[21]
  - キングダム 大将軍の帰還（2024年7月12日公開）[22]
- AI崩壊（2020年1月31日公開、ワーナー・ブラザース映画） - 桐生浩介 役[23]
- 妖怪大戦争 ガーディアンズ（2021年8月13日公開、東宝・KADOKAWA） - 隠神刑部 役
- 沈黙の艦隊（2023年9月29日公開、東宝） - 海江田四郎 役[4]※俳優兼プロデュース
  - 沈黙の艦隊 北極海大海戦（2025年9月26日公開予定、東宝）[24]

### 配信ドラマ
- ONE DAY〜聖夜のから騒ぎ〜エピソード0（2023年11月20日、TVer） - 立葵時生 役（二宮和也、中谷美紀とトリプル主演）[25]
- 沈黙の艦隊 シーズン1 〜東京湾大海戦〜（2024年2月9日・16日（全8話）、Amazon Prime Video） - 海江田四郎 役[26]

### 舞台
- 夏の夜の夢（1994年・1995年イギリス公演・1996年、演出：蜷川幸雄） - ディミートリアス 役
- ロミオとジュリエット（1998年、演出：蜷川幸雄） - ロミオ 役
  - 埼玉公演：彩の国さいたま芸術劇場 1月21日 - 2月1日
  - 名古屋公演：愛知厚生年金会館 2月5日 - 2月7日
  - 大阪公演：シアター・ドラマシティ 2月13日 - 2月22日
  - 富山公演：オーバード・ホール 2月25日 - 2月26日
- DEFILED（2001年、演出：相米慎二） - ハリー 役
  - 東京公演：アートスフィア 10月25日 - 11月4日
- DEFILED（再演、2004年、演出：鈴木勝秀） - ハリー 役
  - 東京公演：シアターコクーン 11月11日 - 11月27日
  - 大阪公演：シアター・ドラマシティ 11月30日 - 12月4日
- ミュージカル 「ファントム」（2008年、上演台本・演出：鈴木勝秀） - ファントム 役
  - 大阪公演：梅田芸術劇場メインホール 1月13日 - 1月27日
  - 名古屋公演：愛知厚生年金会館 2月1日 - 2月3日
  - 東京公演：青山劇場 2月7日 - 2月22日
- 朗読活劇 『Recita Calda （レチタ・カルダ） 「義経」』 （2009年）
  - 東京公演：増上寺 9月12日
  - 京都公演：壬生寺 9月26日
- 朗読活劇 『一期一会 「義経」』（2010年）
  - 東京公演：築地本願寺 5月22日、23日
  - 奈良公演：薬師寺 6月5日、6日
- ミュージカル 「ファントム」（2010年、上演台本・演出：鈴木勝秀） - ファントム 役
  - 東京公演：赤坂ACTシアター 11月2日 - 11月22日
  - 大阪公演：梅田芸術劇場メインホール 11月28日 - 12月9日
- 大沢たかお×秦基博 presents 〈一期一会×GREEN MIND〉 2011年6月26日
- 朗読劇 『一期一会 「マクベス」』
  - 東京公演：明治神宮外苑・聖徳記念絵画館 2011年8月26日 - 27日
  - 大阪公演：大阪城・西の丸庭園 2011年9月4日
  - 京都公演：醍醐寺 2012年3月25日
- リンカーン・センターシアタープロダクション ミュージカル『王様と私』 - クララホム首相 役
  - 東京公演：東急シアターオーブ 2019年7月11日 - 8月4日
- INSPIRE 陰陽師（2020年12月31日 - 2021年1月6日、日生劇場） - 安倍晴明 役

### 劇場アニメ
- 皇帝ペンギン（2005年7月16日公開、ギャガ） - 吹替ナレーション、父ペンギン 役
- おおかみこどもの雨と雪 （2012年7月21日公開、東宝） - おおかみおとこ 役[27]

### ゲーム
- レイトン教授と悪魔の箱（ニンテンドーDS、2007年、レベルファイブ） - アンソニー 役

### オーディオブック
- 渡辺淳一『光と影』（CD / 2011年12月） - 朗読[28]

### ドキュメンタリー
- A Way 南へ…大沢たかお 青春回帰線（1998年7月12日、テレビ朝日）
- テレメンタリー（テレビ朝日系列） - ナレーション
  - テレメンタリー2001「道の途中 〜16歳・難聴のボクサー〜」（2001年6月28日、名古屋テレビ制作）
  - テレメンタリー2008「ぬくもりの向こうに 〜親の愛を知らない乳児院の子供たち〜」（2008年6月21日、北海道テレビ制作）
  - テレメンタリー2009「ぬくもりの向こうに 〜僕たちのふるさとが消えた日〜」（2009年6月13日、北海道テレビ制作）
- 18年目の学園祭〜大人計画フェスティバル（2006年11月19日、NHK）[注釈 1]
- 名作の誕生（2007年10月 - 2009年3月、TBS） - ナレーション
- ハイビジョン特集「絶景 エベレスト街道をゆく 〜標高5000m 天空のトレッキング〜」（2008年1月23日、NHK-BShi） - ナレーション
- ECOスペシャル 森の旅人 〜Green Traveler〜（2008年5月 - 9月、BS日テレ） - ナレーション
- テレビ朝日開局50周年特別番組「原爆 63年目の真実」2008年8月2日、テレビ朝日）
- NHKスペシャル「雨の物語 〜大台ケ原 日本一の大雨を撮る〜」（2008年11月30日、NHK） - ナレーション
- 天空のロストワールド〜南米アマゾン・ギアナ高地 地球創世の記憶〜（2008年12月22日、テレビ朝日）  - 旅人[注釈 2]
  - 大地疾走（2010年10月2日、テレビ朝日） - 旅人
- BS特集「証言ドキュメント 日本サッカーの50年」（2010年5月2日 - 5月5日、NHK-BS1） - ナレーション
- 戦争証言プロジェクト「証言記録 市民たちの戦争」（2010年8月9日 - 8月14日、NHK-BShi） - 朗読
- NHK/BBC 大型国際共同制作シリーズ「フローズン プラネット」（2012年4月7日-NHK BSプレミアム） - ナビゲーター
- 裸にしたい男 （2012年12月30日（前編・後編）、NHK BSプレミアム）
- 大沢たかお 神秘の北極圏 -光と闇の旅- （2013年3月31日〜4月20日-NHK BSプレミアム）[29]
- カリブ海楽園大紀行（2014年1月1日（前編）・1月2日（後編）、BS-TBS） - ナレーター
- 第28回民教協スペシャル「嗣治からの手紙〜画家はなぜ戦争を描いたのか〜」（2014年2月、RKB毎日放送制作、民間放送教育協会各局） - ナレーター
- 風に立つライオン〜さだまさし・大沢たかお ケニア・命と自然の旅〜（2015年1月4日、NHK BSプレミアム）
- 大沢たかお インカ帝国 隠された真実に迫る〜マチュピチュが解き明かす最大の謎〜（2018年1月12日・1月19日、BS-TBS） - ナビゲーター
- 世界力3「錦織圭×大沢たかお×大坂なおみ」（2018年12月27日、東海テレビ放送）
- 大沢たかおが行くアイスランド 〜氷と火の国のバイキング・スピリット〜（2024年12月30日、NHK BS）[30]

### ラジオ
- SCHOOL OF LOCK!（2008年10月30日・12月25日・2009年1月15日、TOKYO FM） - 「心のボクシング部」外部顧問
- JET STREAM（2009年4月 - 2020年3月、TOKYO FM） - パーソナリティー（第五代機長）

### CM
- 日本石油(現ENEOS) ハイオクガソリン「レーサー100」（1992年、鶴田真由と共演）
- カルビー「ポテトチップス」 （1996年）
- 日本コカ・コーラ「紅茶花伝」（1997年）
- Bowers & Wilkins「CAPRI」（1998年）
- デジタルツーカー「スカイワープ」（1998年）
- サントリー「レゼルブ」（1998年）
- サントリー「マグナムドライ」（2001年）
- キリンビール「ラガービール/クラシックラガー」（2004年）
- キユーピーマヨネーズ（2005年） - ナレーション
- ユニクロ「カシミア」（2007年）
- TBS/JNN 「統一キャンペーン/坂本龍馬編」（2009年）
- ユニクロ「カラージーンズ」（2009年）
- 大塚製薬「SOY JOY」（2009年） - ナレーション
- サントリー「7種のホップ リラックス」（2010年）
- ネスレ日本「ネスカフェ ゴールドブレンド」（2010年 - 2011年）
- トヨタ「ヴィッツ」「ヴォクシー」（2010年12月23日 - ）
- 日本ガス協会（大阪ガスでは、上戸彩と共演）「ガ、スマート！」（2012年1月11日 - ）
- 明治「プロビオヨーグルトLG21」「たったひとつしかないもの編」（2013年7月25日 - ）
- KIRIN「本搾りグレープフルーツ」（2014年1月14日 - ）
- グローバルワーク「世界人」（2014年5月17日 - ）
- 総務省「日本の、あしたを想う。その気持ちを、一票に。」（2024年10月15日 - 、高橋ひかると共演）[31]
- KDDI「au三太郎シリーズ」（2025年8月1日 - ） - 天帝 役[32]

### その他
- 国立科学博物館 特別展「医は仁術」スペシャルナビゲーター・音声ガイド（2014年3月15日 - 6月15日）
- TOKYO FM 45th Anniversary JET STREAM 2015 "Flight in Concert" by JAPAN AIRLINES（2015年3月22日）

## 連載
- 『東京カレンダー』（「大沢たかおの味な時間」、2008年7月号 - 2010年3月号、アクセス・パブリッシング）

## 音楽活動

### シングル
|     | リリース日    | タイトル | 収録曲 | 備考                                              |
| --- | ------------- | -------- | --- | ------------------------------------------------- |
| 1st | 1998年7月1日  | Rain     | 1. Rain 作詞：佐藤ありす / 作曲：大沢たかお / 編曲：剣持満 2. ロンド 作詞：佐藤ありす / 作曲：大沢たかお / 編曲：剣持満 3. Rain（オリジナル・カラオケ） |                                                   |
| 2nd | 1999年1月25日 | IF...    | 1. IF... 作詞：宇都美慶子・大沢たかお / 作曲：大沢たかお 2. IF...（Instrumental）                                                                       | - TBS系TV「ワン・ナイト・ラヴ」エンディングテーマ |

### ミニアルバム
|     | リリース日    | タイトル | 収録曲 | 備考 |
| --- | ------------- | -------- | --- | ---- |
| 1st | 1999年2月15日 | Kiss     | 1. Kiss 作詞：James McMillan / 作曲：大沢たかお 2. BLiND MAN 作詞：山田ひろし / 作曲：大沢たかお 3. IF... 作詞：宇都美慶子・大沢たかお / 作曲：大沢たかお 4. MiSSiNG YOU 作詞：宇都美慶子 / 作曲：大沢たかお 5. Kiss(iNNER SHADE REMiX) |      |

### ミュージックビデオ
- チョ・ソンモ「MY FIRST」「ミスターフラワー」

## 受賞歴
1999年度
- 第23回ザテレビジョンドラマアカデミー賞 助演男優賞（『美しい人』）

2004年度
- 第28回日本アカデミー賞 優秀主演男優賞（『解夏』）

2006年度
- 第19回日刊スポーツ映画大賞・石原裕次郎賞 助演男優賞（『地下鉄に乗って』、『7月24日通りのクリスマス』）
- 第30回日本アカデミー賞 優秀助演男優賞（『地下鉄に乗って』）

2009年度
- 第26回ATP賞テレビグランプリ2009 特別賞（『天空のロストワールド〜南米アマゾン・ギアナ高地 地球創世の記憶〜』）
- 第63回ザテレビジョンドラマアカデミー賞 主演男優賞（『JIN-仁-』）
- 第6回ドラマ・オブ・ザ・イヤー2009 最優秀主演男優賞（『JIN-仁-』）
- 第18回橋田賞（『JIN-仁-』）

2010年度
- 東京ドラマアウォード2010 主演男優賞（『JIN-仁ｰ』）

2011年度
- 第69回ザテレビジョンドラマアカデミー賞 主演男優賞（『JIN-仁- 完結編』）
- 第8回ドラマ・オブ・ザ・イヤー 最優秀主演男優賞（『JIN-仁- 完結編』）

2012年度
- 第22回日本映画批評家大賞 助演男優賞（『終の信託』）

2024年度
- 第67回ブルーリボン賞 助演男優賞（『キングダム 大将軍の帰還』）
- 第48回日本アカデミー賞 最優秀助演男優賞（『キングダム 大将軍の帰還』）